# 異方向性磁気抵抗効果
異方向性磁気抵抗効果（AMR:Anisotropic Magneto Resistive effect）とは、外部磁場によって電気抵抗が変化する現象である。

## 概要
Si或いはガラス基板と、その上に形成されたニッケル、鉄などの強磁性金属を主成分とする合金のパターニングされた薄膜は長手方向に磁壁（磁区と磁区の境界）が揃い、形状異方性を示す。この強磁性薄膜金属に電流を流し、磁界Hが電流方向Yに対して垂直方向Xに印加された場合、磁界の強さに応じて抵抗値が低下する。磁気抵抗効果素子ではこの効果を応用する。
外部磁界がない状態では、磁化がお互いに打ち消し合い、外部に磁界が発生しない状態だが、外部から磁場を印加した場合に外部磁界が弱い間には、磁壁が移動して外部磁界の方向と一致する磁区の体積が増えていくが徐々に外部磁界が強くなるにつれて、磁区の中で磁化の回転が生じ磁化の方向が外部磁界の方向に向くにつれて、磁壁が減少する。やがて全体が1つの磁区状態（単一磁区の状態）となり飽和する。